# Nueva Mayachka
Nueva Mayachka (en ucraniano: Нова Маячка, romanizado: Nova Mayachka; en ruso: Новая Маячка, romanizado: Novaya Mayachka) es un pueblo ucraniano perteneciente al óblast de Jersón. Situado en el sur del país, forma parte del raión de Jersón y del municipio (hromada) de Yuvileine.
El pueblo se encuentra ocupado por Rusia desde febrero de 2022 en el marco de la invasión rusa de Ucrania.

## Geografía
Nueva Mayachka está cerca del arenal de Oleshki, 56 km de Oleshki y 30 km al este de Jersón.

## Historia
Se desconoce la fecha exacta de fundación, sin embargo, según las fuentes estadísticas del condado de Dnipro de la gobernación de Táurida, se puede concluir que el pueblo fue fundado a principios del siglo XIX por nativos de la aldea previamente establecida de Mayachka (Mala Mayachka, ahora llamada Stara Mayachka). Desde 1810 llegaron siervos de las gobernaciones de Kursk, Cherníguiv y Poltava; los primeros pobladores fueron los viejos creyentes rusos, así como los nativos de los cosacos de Zaporiyia. En 1822, había 370 casas en el pueblo, donde vivían 2100 habitantes.
En las décadas de 1920 y 1930, el pueblo se convirtió en el centro de una feroz confrontación entre los partidarios del gobierno comunista y los campesinos independientes, ya que prácticamente no había campesinos sin tierra en el pueblo. Las autoridades comunistas llevaron a cabo masacres brutales y sangrientas contra la población civil de Nueva Mayachka; sin embargo, hasta 1937, los campesinos organizaron constantemente levantamientos contra las autoridades.
El pueblo fue ocupado por las tropas alemanas durante la Segunda Guerra Mundial desde 1941.
El 20 de marzo de 1946, se convirtió en el centro del recién formado raión de Nueva Mayachka del óblast de Jersón que existió hasta 1958. Desde 1958, el pueblo de Nueva Mayachka se encuentra en el raión de Kajovka y a principios de la década de 1960, se transfirió al raión de Oleshki. En la década de 1950, los residentes de Nueva Mayachka hicieron una contribución colosal a la construcción del embalse de Kajovka y el canal de riego Krasnoznamyansk. En 1957 recibió el estatus de asentamiento de tipo urbano. 
La población conserva las tradiciones culturales y espirituales de los primeros pobladores. Algunos residentes han conservado dialectos únicos del idioma ruso del siglo XVIII.
Hasta el 18 de julio de 2020, Nueva Mayachka fue parte del raión de Oleshki. El raión se abolió en julio de 2020 como parte de la reforma administrativa de Ucrania, que redujo el número de rayones del óblast de Jersón a cinco. El área del raión de Oleshki se fusionó con el raión de Jersón.En 2023, Nueva Mayachka perdió el estatus de asentamiento de tipo urbano debido a la eliminación de este estatus administrativo en la legislación ucraniana.

## Economía
Históricamente, el pueblo tiene una estructura única, con grandes latifundios y un gran potencial para la agricultura individual. El mercado de Nueva Mayachka se ha convertido en uno de los más importantes del óblast de Jersón. Hasta ahora, el sector minorista de Nueva Mayachka es uno de los principales proveedores de productos vegetales, especializándose en el cultivo de hortalizas.

## Demografía
La evolución de la población de Nueva Mayachka entre 2011 y 2021 fue la siguiente:
| 7181                                                          | 7054 | 6946 | 6811 | 6685 |
| (Fuente: Cities & Towns of Ukraine y UKRAINE: Größere Städte) |      |      |      |      |

Según el censo de 2001, la lengua materna de la mayoría de los habitantes, el 73,59%, es el ucraniano; del 25,11% es el ruso.

## Infraestructura

### Transporte
Nueva Mayachka tiene acceso a la autopista M14, que conecta Jersón y Mariúpol via Melitópol. También está a 22 km de la estación de tren más cercana Brilivka en la línea Jersón-Dzhankói.